# Металлург (хоккейный клуб, Новокузнецк)
«Металлу́рг» — профессиональный хоккейный клуб из города Новокузнецка Кемеровской области России.
Клуб основан 16 декабря 1949 года. С 2008 по 2017 годы выступал в дивизионе Чернышёва Континентальной хоккейной лиги. Домашняя арена — Арена кузнецких металлургов, вмещающая 6809 зрителей.
С 2017 года выступает в Высшей хоккейной лиге.
Генеральный спонсор клуба — АО «ЕВРАЗ ЗСМК».

## История

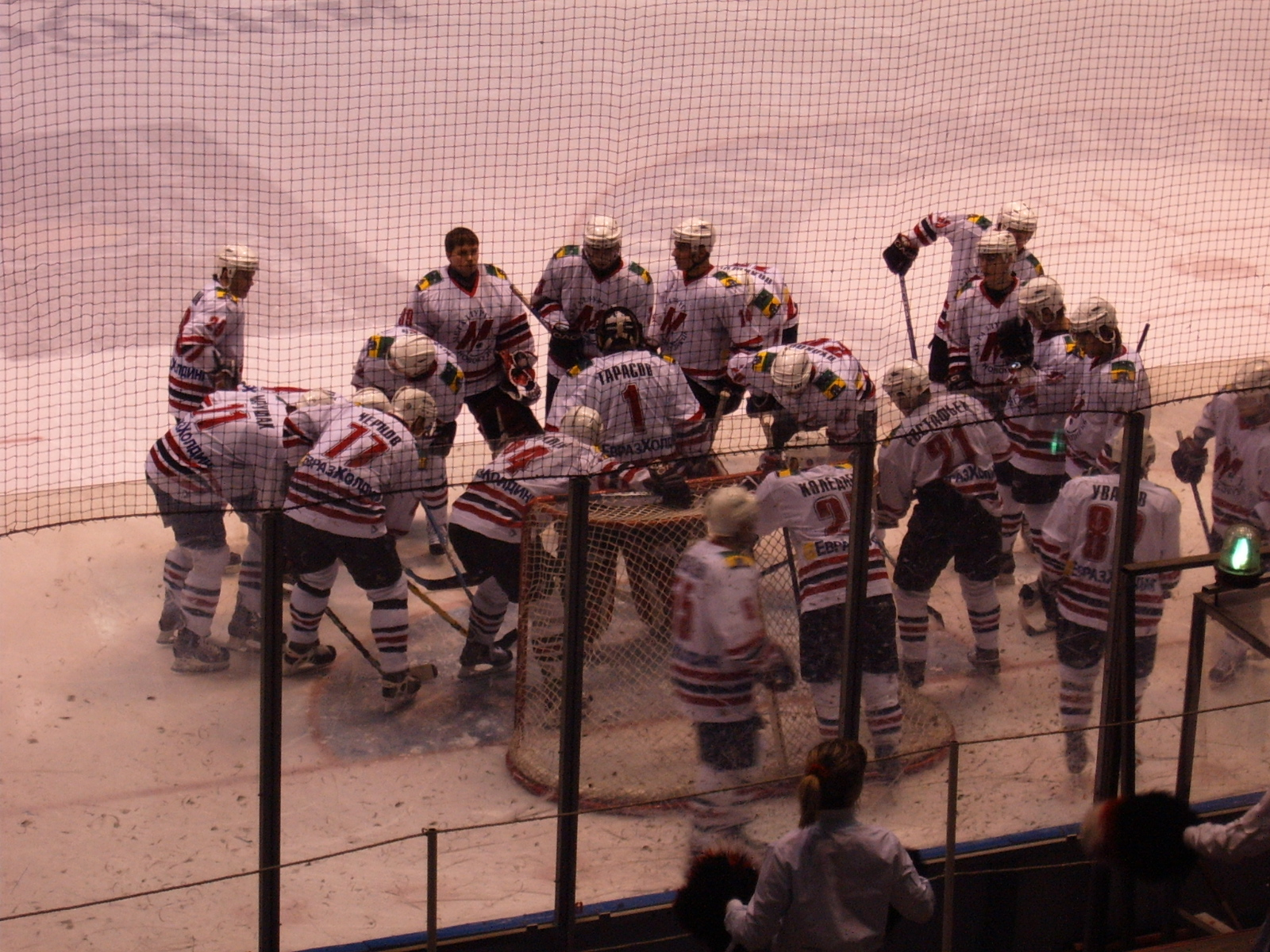
Команда Металлург Новокузнецк (2005 год)

Команда «Металлург» Новокузнецк основана 16 декабря 1949 году, именно с этой даты хоккейные коллективы из Новокузнецка начали выступать в соревнованиях различного уровня.
Первый успех пришёл к «Металлургу» спустя 11 лет после основания — в 1960 году команда стала чемпионом РСФСР.
22 ноября 1960 «Металлург» дебютировал в классе «А» чемпионата СССР — сильнейшем дивизионе советского хоккея. Лучший результат «Металлурга» в чемпионатах СССР — девятое итоговое место в сезоне 1964/65. В те годы лучший снайпер «Металлурга» в высшей лиге — Олег Короленко с 23 заброшенными шайбами стал лучшим снайпером 15-го чемпионата СССР, что удалось повторить Георгию Евтюхину, ставшему лучшим бомбардиром чемпионата Суперлиги сезона 1999—2000.
В составе «Металлурга» играли защитник Юрий Заруцкий, Анатолий Окишев, начал выступать снайпер Михаил Гомберг, была известна тройка нападающих Олег Короленко — Владимир Бедарев — Михаил Григорьев.
Позже за команду играли Юрий Моисеев, форварды Сергей Перфильев и Александр Заикин, тройка нападающих Сергей Абрамов — Анатолий Степанов — Сергей Лантратов. На счету Лантратова уникальный результат — 564 заброшенных шайбы в чемпионатах СССР. Также играли Александр Корниченко, Юрий Зуев, Алексей Кицын, Олег Гросс, Вадим Морозов, Александр Филиппенко.
В 1992 году «Металлург» вернулся в элитный дивизион чемпионата страны, начав выступления в первенстве Межнациональной Хоккейной Лиги.
В середине 1990-х годов «Металлург» резко омолодил свой состав, пригласив большую группу молодых воспитанников усть-каменогорской школы хоккея с тренером Николаем Мышагиным.
Перед сезоном 1997/98 Мышагин был отправлен в отставку и, после провального начала сезона, «Металлург» возглавил Сергей Николаев, который, перенеся сердечный приступ, сохранил команде место в высшем дивизионе.
В 1999 году «Металлург» завоевал малые серебряные медали чемпионата Суперлиги.
В чемпионате 1999/2000 «Металлург» добился лучшего за всю новейшую историю результата, завоевав бронзовые медали.
Вратарь Вадим Тарасов трижды признавался лучшим голкипером России.
Под руководством Николая Соловьева команда являлась одной из самых посещаемых команд чемпионата. После сезона 2004/05, руководители команды Николай Макаров и Олег Гросс вместе с тренером Николаем Соловьевым переехали в Санкт-Петербург и пригласили с собой 14 игроков основного состава «Металлурга».
Сезон 2005/06 команда, построенная в условиях крайне ограниченного выбора игроков вокруг оставшихся в Новокузнецке Евгения Лапина, Дениса Тюрина и Алексея Медведева заняла 16 место — самый низкий результат «Металлурга» в новейшей истории.
В сезоне 2006/07 команда, скомплектованная Александром Китовым не слишком удачно начала чемпионат и после неудачной серии игр, осенью 2006 года, новокузнецкий «Металлург» после шестилетнего перерыва вновь принял Сергей Алексеевич Николаев. Им были сделаны кардинальные изменения в составе, и «Металлург» поднялся на шестнадцатую строчку в турнирной таблице и получил право сыграть в серии плей-офф. В матчах на вылет новокузнечане уступили в трех матчах казанскому «Ак Барсу».
В сезоне 2007/08 к ноябрю команда обосновалась на последних местах в турнирной таблице итогом чего стала отставка Николаева и назначение Бориса Михайлова. С приходом группы новобранцев команда начала всерьез бороться за попадание в плей-офф, однако в итоге, после решающего последнего тура осталась за бортом игр на выбывание.
В сезоне 2008/09 в сентябре команда одержала несколько побед и в течение первых туров занимала лидирующие позиции. Но затем вместе с игровым спадом и чередой поражений в клуб пришел финансовый кризис. Итогом тяжелого сезона стало абсолютно худшее за последние несколько лет двадцать первое место.
Сразу после окончания сезона 2009/10 в команде полностью сменился тренерский штаб. Главным тренером был назначен Дмитрий Пархоменко, его помощником стал Сергей Бердников, а тренером по физической подготовке — Василий Коновалов.
В сезоне 2009/10 попасть в плей-офф не получилось. «Металлург» довольствовался локальными успехами в отдельных матчах, одержав победы в частности над финалистом Кубка Гагарина — ХК МВД; СКА, ставшим вторым в регулярном чемпионате; «Ак Барсом», забросив в ворота соперника 5 шайб. Однако по итогам сезона «Металлург» занял последнее, 24-е место в КХЛ.
Следующий сезон 2010/11 запомнился успешной игрой в составе молодёжной сборной России двух хоккеистов «Металлурга» — защитника Дмитрия Орлова и нападающего Максима Кицына, которые стали обладателями золотых медалей чемпионата мира. «Металлург» второй год подряд занял последнее место в КХЛ.
В сезоне 2011/12 «Металлург» показал свой лучший результат за время выступления в КХЛ. Команда заработала 75 очков, заняв общее 17 место из 23 команд. В регулярном чемпионате кузбассовцы сумели отобрать очки абсолютно у всех клубов, которые оказались выше «Металлурга» в таблице. В частности, чемпион России «Салават Юлаев» проиграл «Металлургу» 3 матча из 4. Завершающая игра сезона во Дворце спорта собрала аудиторию в 7500 зрителей. Впервые в истории новокузнецкого хоккея в этом сезоне за «Металлург» выступали действующие чемпионы мира — финские хоккеисты — вратарь Теему Лассила и защитник Юрки Вяливаара, а также сразу три обладателя Кубка Стэнли — нападающий Сергей Брылин и канадцы — защитник Брент Сопел и нападающий Крис Саймон.
В сезоне 2012/13, находясь в режиме жесткой экономии бюджета, клуб был вынужден по ходу чемпионата расстаться сразу с несколькими игроками основного состава, которые определяли игру команды. За счет этих трансферов руководство клуба сумело решить все финансовые вопросы. Болельщики инициировали сбор средств в фонд поддержки «Металлурга». На собранные деньги была приобретена новая вратарская форма для новокузнецкого воспитанника Ильи Сорокина. В итоговой таблице новокузнечане оставили позади 5 клубов, однако выйти в плей-офф не получилось. Выступление в розыгрыше Кубка Надежды «Металлург» завершил на первой стадии турнира. В регулярном чемпионате новокузнечане выдали лучший старт в клубной истории, набрав очки в первых 4 матчах. Команда впервые с сезона 2004/05 сумела выиграть 3 матча подряд в гостях. Причем в ходе этой победной серии в Москве был обыгран ЦСКА со счетом 5:3. Также «Металлург» отметился домашней победой над магнитогорским «Металлургом» со счетом 4:1, за который на время локаута в НХЛ играли Евгений Малкин, Сергей Гончар, Николай Кулемин. В первой части сезона, до вынужденной распродажи, тройка нападения Кагарлицкий — Робитайл — Бумагин, шла на 1 месте в КХЛ по результативности.
После того, как «Металлург» по завершении срока действия контракта покинул главный тренер команды Анатолий Емелин, на должность наставника был назначен Александр Китов, затем на пост был утверждён Герман Титов, который начиная с чемпионата 2013/14 занимал должность одного из помощников Китова. Под руководством Титова новокузнечане заиграли в быстрый, атакующий, агрессивный хоккей. Регулярный чемпионат «Металлург» в конференции «Восток» завершил на 13 месте из 14. Нападающие Дамир Жафяров и Николай Складниченко стали бронзовыми призёрами молодёжного чемпионата мира. Константин Турукин, Вадим Митряков и Юрий Назаров завоевали бронзовые награды всемирной Универсиады, выступая за сборную России. Туукка Мянтюля в составе сборной Финляндии занял 2 место на чемпионате мира.
Сезон 2014/15 «Металлург» отыграл под руководством Титова. За первые месяцы клуб обыграл всех обладателей Кубка Гагарина за его историю, к концу сентября занимал 4 место в конференции «Восток». «Металлург» в сезоне по возрасту хоккеистов, находящихся в составе команды, на момент старта чемпионата оказался самым молодым клубом КХЛ. Вратарь Илья Сорокин удачно дебютировал в составе сборной России на этапе Евротура, после этого завоевав и серебро молодёжного чемпионата мира. По завершении регулярного чемпионата КХЛ в сборную России был вызван нападающий Ансель Галимов. Главным бомбардиром «Металлурга» в чемпионате стал американец Райан Стоа, перебравшийся в Новокузнецк летом 2014 года из системы «Вашингтона». Ранее до этого из иностранцев больше всех очков по итогам сезона в команде набирали канадцы Рэнди Робитайл (2011/12), Марк Бомерсбэк (2010/11) и словак Рихард Капуш (2008/09).
В канун сезона 2015/16 «Металлург» снова возглавил Николай Соловьев. Руководство снова делало ставку при комплектовании состава команды на молодых игроков, преимущественно являющихся воспитанниками и выпускниками местной СДЮСШОР. В составе «Металлурга» в играх было задействовано рекордное число новокузнецких воспитанников за последние годы — 15. Наиболее успешно из их числа проявил себя Кирилл Капризов, форвард 1997 года рождения, который стал главным бомбардиром «Металлурга» и получил приглашение на Матч звезд КХЛ, оказавшись самым юным его участником за историю проведения. По итогам чемпионата команда (14 игроков в возрасте от 18 до 21 года) оказалась на последнем месте. Впервые в истории в сборную России для выступления на чемпионате мира были вызваны сразу 4 воспитанника «Металлурга» — Сергей Бобровский, Илья Сорокин, Дмитрий Орлов и Иван Телегин. Вратарь Иван Налимов принимал участие в подготовке к турниру, но получил травму. Кирилл Капризов стал серебряным призёром молодёжного чемпионата мира и вместе с Романом Мануховым был задействован в матчах олимпийской сборной России.
В канун старта сезона 2016/17 на должность генерального директора «Металлурга» был назначен Сергей Зиновьев, но уже через два матча после старта чемпионата на должность и. о. главного тренера был назначен Валерий Зелепукин, после чего по ходу сезона в качестве наставника команды его сменил Сергей Бердников. В чемпионате «Металлург» четвёртый год подряд сумел победить действующего обладателя Кубка Гагарина и выдал в дальнейшем серию из 4 побед — впервые с сезона 2012/13. Но в итоге новокузнечане по результатам регулярного чемпионата заняли последнее место. «Зауралье» — фарм-клуб «Металлурга», усиленный 8 игроками Новокузнецка, завоевал серебряные медали ВХЛ, а молодёжная команда «Кузнецкие Медведи» стала бронзовым призёром. 24 мая 2017 года состоялось заседание Совета директоров КХЛ, на котором были утверждены основные направления развития Континентальной хоккейной лиги и состав участников следующего чемпионата. «Металлург» в рейтинге клубов, по мнению КХЛ, оказался на последнем месте и был исключен из состава лиги, и клуб подал заявку на выступление в Высшей хоккейной лиге сезона 2017/18.

## Результаты выступления вКХЛ
И — количество проведенных игр, В — выигрыши в основное время, ВО — выигрыши в овертайме, ВБ — выигрыши в послематчевых буллитах, ПО — проигрыши в овертайме, ПБ — проигрыши в послематчевых буллитах, П — проигрыши в основное время, О — количество набранных очков, Ш — соотношение забитых и пропущенных голов, РС — место по результатам регулярного сезона
| Сезон     | И  | В  | ВО | ВБ | ПБ | ПО | П  | О  | Ш       | РС | Плей-офф             |
| --------- | -- | -- | -- | -- | -- | -- | -- | -- | ------- | -- | -------------------- |
| 2008-2009 | 56 | 12 | 3  | 2  | 5  | 3  | 31 | 54 | 127-157 | 21 | В плей-офф не играли |
| 2009-2010 | 56 | 13 | 1  | 2  | 2  | 5  | 33 | 52 | 105-159 | 24 | В плей-офф не играли |
| 2010-2011 | 54 | 8  | 1  | 3  | 4  | 5  | 33 | 41 | 105-186 | 23 | В плей-офф не играли |
| 2011-2012 | 54 | 18 | 2  | 4  | 9  | 0  | 21 | 75 | 108-130 | 17 | В плей-офф не играли |
| 2012-2013 | 52 | 15 | 3  | 1  | 3  | 2  | 28 | 58 | 132-177 | 20 | В плей-офф не играли |
| 2013-2014 | 54 | 12 | 1  | 1  | 4  | 6  | 30 | 50 | 115-170 | 27 | В плей-офф не играли |
| 2014-2015 | 60 | 10 | 3  | 7  | 1  | 2  | 37 | 53 | 115-190 | 27 | В плей-офф не играли |
| 2015-2016 | 60 | 13 | 1  | 0  | 10 | 4  | 32 | 55 | 128-191 | 28 | В плей-офф не играли |
| 2016-2017 | 60 | 8  | 1  | 5  | 2  | 2  | 42 | 55 | 97-194  | 29 | В плей-офф не играли |
| Всего     |    |    |    |    |    |    |    |    |         |    |                      |

## Результаты выступления вВХЛ
И — количество проведенных игр, В — выигрыши в основное время, ВО — выигрыши в овертайме, ВБ — выигрыши в послематчевых буллитах, ПО — проигрыши в овертайме, ПБ — проигрыши в послематчевых буллитах, П — проигрыши в основное время, О — количество набранных очков, Ш — соотношение забитых и пропущенных голов, РС — место по результатам регулярного сезона
| Сезон     | И  | В  | ВО | ВБ | ПБ | ПО | П  | О  | Ш       | РС | Плей-офф                                                                  |
| --------- | -- | -- | -- | -- | -- | -- | -- | -- | ------- | -- | ------------------------------------------------------------------------- |
| 2017-2018 | 52 | 21 | 4  | 2  | 3  | 3  | 19 | 81 | 138-132 | 13 | Финал 1/8. Сарыарка — Металлург (3:4) Финал 1/4. Динамо — Металлург (4:1) |
| 2018-2019 | 56 | 27 | 1  | 5  | 0  | 3  | 20 | 69 | 173-144 | 11 | Финал 1/8. Звезда — Металлург (4:1)                                       |

## Достижения
- Turnier in Biasca Biasca (1): 2012
- Мемориал Белохосова (2): 2003, 2006
- Кубок президента Республики Казахстан (1): 2016
- Обладатель кубка Паюлахти: 2001

### Чемпионаты страны
- Чемпион РСФСР: 1960
- Серебряный призёр чемпионата РСФСР: 1971
- 2000

## Главные тренеры
- 1949—1950 — Александр Левитан
- 1950—1959 — ?
- 1959—1962: Ветров, Алексей Никифорович
- 1962—1967: Сааль, Юрий Александрович
- 1967—1968: Сологубов, Николай Михайлович
- 1968—1971: Заруцкий, Юрий Александрович
- 1971—1973: Жариков, Герман
- 1973—1974: Короленко, Олег Иванович
- 1974—1976: Окишев, Анатолий Михайлович
- 1976—1979: Виктор Масалов
- 1979—1980: Окишев, Анатолий Михайлович
- 1979—1982: Гомберг, Михаил Владимирович
- 1981—1983: Окишев, Анатолий Михайлович
- 1983—1986: Голев, Владимир Андреевич
- 1986—1990: Мотовилов, Анатолий Геннадьевич
- 1990—1994: Заикин, Александр Владимирович
- 1994—1995: Лаухин, Виктор Сергеевич
- 1995—1997 (август): Мышагин, Николай Иванович
- 1997 (август—сентябрь): Гросс, Олег Иаганесович
- 1997 (сентябрь)—2000 (февраль): Николаев, Сергей Алексеевич
- 2000 (февраль—апрель): Новиков, Юрий Николаевич
- 2000—2002: Сидоренко, Андрей Михайлович
- 2002—2005: Соловьёв, Николай Дмитриевич
- 2005 (апрель—ноябрь): Пятанов, Андрей Константинович
- 2005 (ноябрь—декабрь): Гомберг, Михаил Владимирович
- 2005 (декабрь)—2006 (декабрь): Китов, Александр Сергеевич
- 2006 (декабрь)—2007 (ноябрь): Николаев, Сергей Алексеевич
- 2007 (ноябрь)—2009: Михайлов, Борис Петрович
- 2009—2010 (ноябрь): Пархоменко, Дмитрий Геннадьевич
- 2010 (ноябрь)—2013: Емелин, Анатолий Анатольевич
- 2013 (май)—2013 (октябрь): Китов, Александр Сергеевич
- 2013 (октябрь)—2015: Титов, Герман Михайлович
- 2015—2016 (август): Соловьёв, Николай Дмитриевич
- 2016 (август—сентябрь): Зелепукин, Валерий Михайлович
- 2016—2017 (сентябрь—февраль): Бердников, Сергей Павлович
- 2017 (март—сентябрь): Шахрайчук, Вадим Валерьевич
- 2017 (сентябрь) — 2018 (декабрь): Хоменко, Анатолий Андреевич
- 2018—2019: Пархоменко, Дмитрий Геннадьевич
- 2019—2020: Логинов, Альберт Леонидович
- 2020—2021: Тамбиев, Леонид Григорьевич
- 2021: Попихин, Евгений Николаевич
- 2021—2022: Занковец, Эдуард Константинович
- 2022— 2023 : Решетников, Сергей Борисович
- 2024—2025 : Лунев, Андрей Алексеевич

## Молодёжная команда
Хоккейный клуб «Кузнецкие медведи» Новокузнецк — молодёжная команда по хоккею с шайбой из города Новокузнецка. Образована на основе фарм-клуба «Металлург» — «Металлург-2». С 2009 года выступает в Чемпионате Молодёжной хоккейной лиги.
Домашние матчи проводит на Арене кузнецких металлургов.